# Oermingen
Ne doit pas être confondu avec Ermingen (Ulm).
Oermingen est une commune française située dans la circonscription administrative du Bas-Rhin et, depuis le 1er janvier 2021, dans le territoire de la Collectivité européenne d'Alsace, en région Grand Est.
Depuis 1793, cette commune se trouve dans la région historique et culturelle d'Alsace.

## Géographie
Le village est situé en Alsace Bossue, à la frontière entre l'Alsace et la Lorraine. Il se trouve dans la vallée de l'Eichel et à quelques kilomètres de Sarre-Union. Il est traversé par la route D 919.
|             |              | Kalhausen (Moselle) |
| Herbitzheim | Oermingen    |                     |
| Keskastel   | Vœllerdingen | Dehlingen           |

### Hydrographie
La commune est dans le bassin versant du Rhin au sein du bassin Rhin-Meuse. Elle est drainée par le ruisseau l'Eichel, le ruisseau le Tiefgraben, le ruisseau le Jembach, le ruisseau le Jimbach et le ruisseau le Kohlbach,.
L'Eichel, d'une longueur totale de 32,4 km, prend sa source dans la commune de Petersbach et se jette  dans la Sarre à Herbitzheim, après avoir traversé 16 communes. Les caractéristiques hydrologiques de l'Eichel sont données par la station hydrologique située sur la commune. Le débit moyen mensuel est de 2,73 m3/s. Le débit moyen journalier maximum est de 86 m3/s, atteint lors de la crue du 12 mai 1970. Le débit instantané maximal est quant à lui de 131 m3/s, atteint le 18 mai 2024.

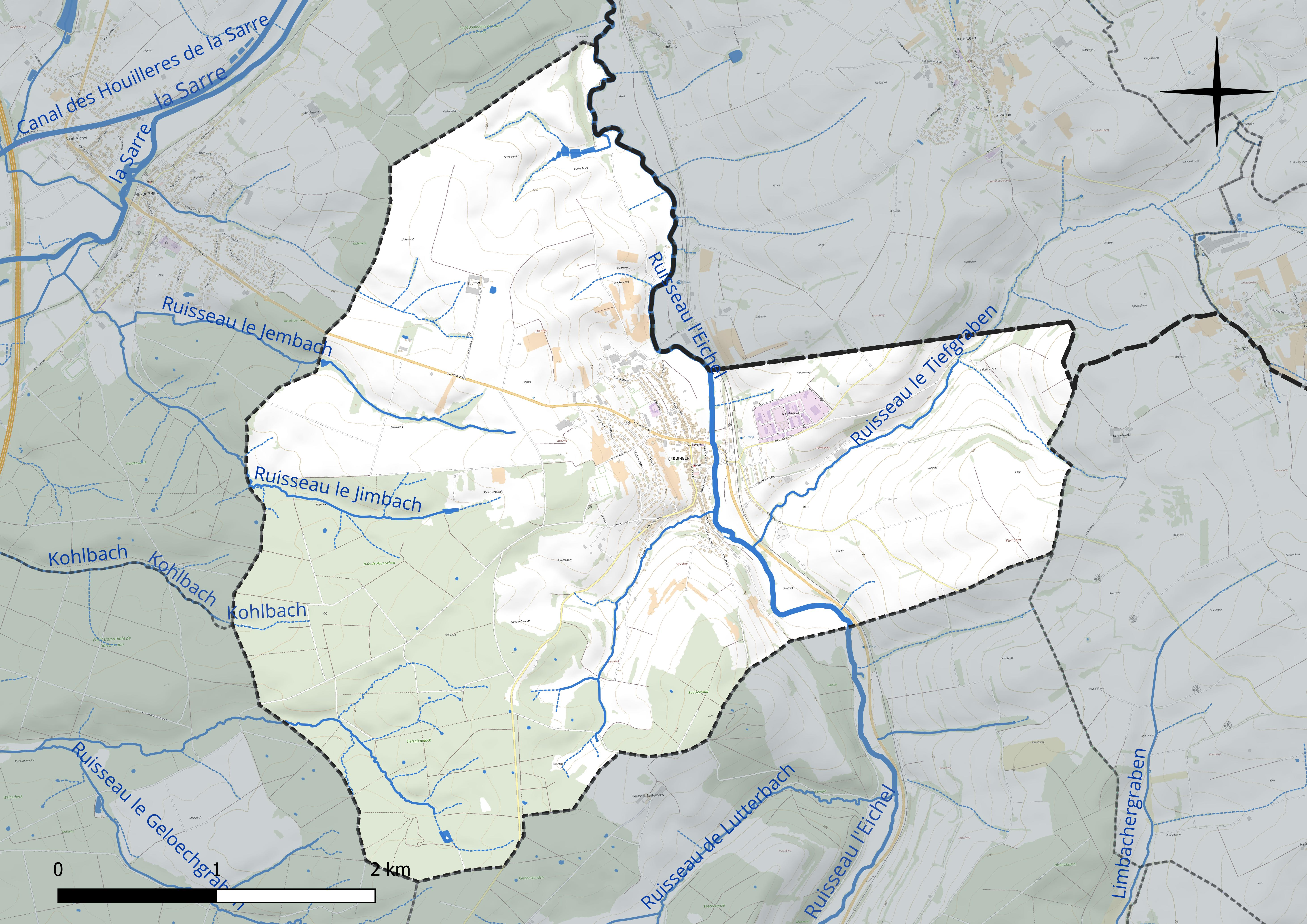
Réseau hydrographique d'Oermingen.

### Climat
Pour des articles plus généraux, voir Climat du Grand Est et Climat du Bas-Rhin.
En 2010, le climat de la commune est de type climat des marges montargnardes, selon une étude du Centre national de la recherche scientifique s'appuyant sur une série de données couvrant la période 1971-2000. En 2020, Météo-France publie une typologie des climats de la France métropolitaine dans laquelle la commune est exposée à un climat semi-continental et est dans la région climatique  Vosges, caractérisée par une pluviométrie très élevée (1 500 à 2 000 mm/an) en toutes saisons et un hiver rude (moins de 1 °C).
Pour la période 1971-2000, la température annuelle moyenne est de 10 °C, avec une amplitude thermique annuelle de 17,1 °C. Le cumul annuel moyen de précipitations est de 908 mm, avec 12 jours de précipitations en janvier et 9,4 jours en juillet. Pour la période 1991-2020, la température moyenne annuelle observée sur la station météorologique de Météo-France la plus proche, « Berg », sur la commune de Berg à 12 km à vol d'oiseau, est de 10,4 °C et le cumul annuel moyen de précipitations est de 801,8 mm. 
La température maximale relevée sur cette station est de 37,4 °C, atteinte le 25 juillet 2019 ; la température minimale est de −16,8 °C, atteinte le 7 février 2012,,.
Les paramètres climatiques de la commune ont été estimés pour le milieu du siècle (2041-2070) selon différents scénarios d'émission de gaz à effet de serre à partir des nouvelles projections climatiques de référence DRIAS-2020. Ils sont consultables sur un site dédié publié par Météo-France en novembre 2022.

## Urbanisme

### Typologie
Au 1er janvier 2024, Oermingen est catégorisée bourg rural, selon la nouvelle grille communale de densité à sept niveaux définie par l'Insee en 2022.
Elle est située hors unité urbaine. Par ailleurs la commune fait partie de l'aire d'attraction de Sarreguemines (partie française), dont elle est une commune de la couronne,. Cette aire, qui regroupe 48 communes, est catégorisée dans les aires de 50 000 à moins de 200 000 habitants,.

### Occupation des sols
L'occupation des sols de la commune, telle qu'elle ressort de la base de données européenne d’occupation biophysique des sols Corine Land Cover (CLC), est marquée par l'importance des territoires agricoles (63,5 % en 2018), en diminution par rapport à 1990 (65,7 %). La répartition détaillée en 2018 est la suivante : prairies (36,6 %), forêts (30,7 %), terres arables (26,6 %), zones urbanisées (5,7 %), zones agricoles hétérogènes (0,4 %). L'évolution de l’occupation des sols de la commune et de ses infrastructures peut être observée sur les différentes représentations cartographiques du territoire : la carte de Cassini (XVIIIe siècle), la carte d'état-major (1820-1866) et les cartes ou photos aériennes de l'IGN pour la période actuelle (1950 à aujourd'hui).

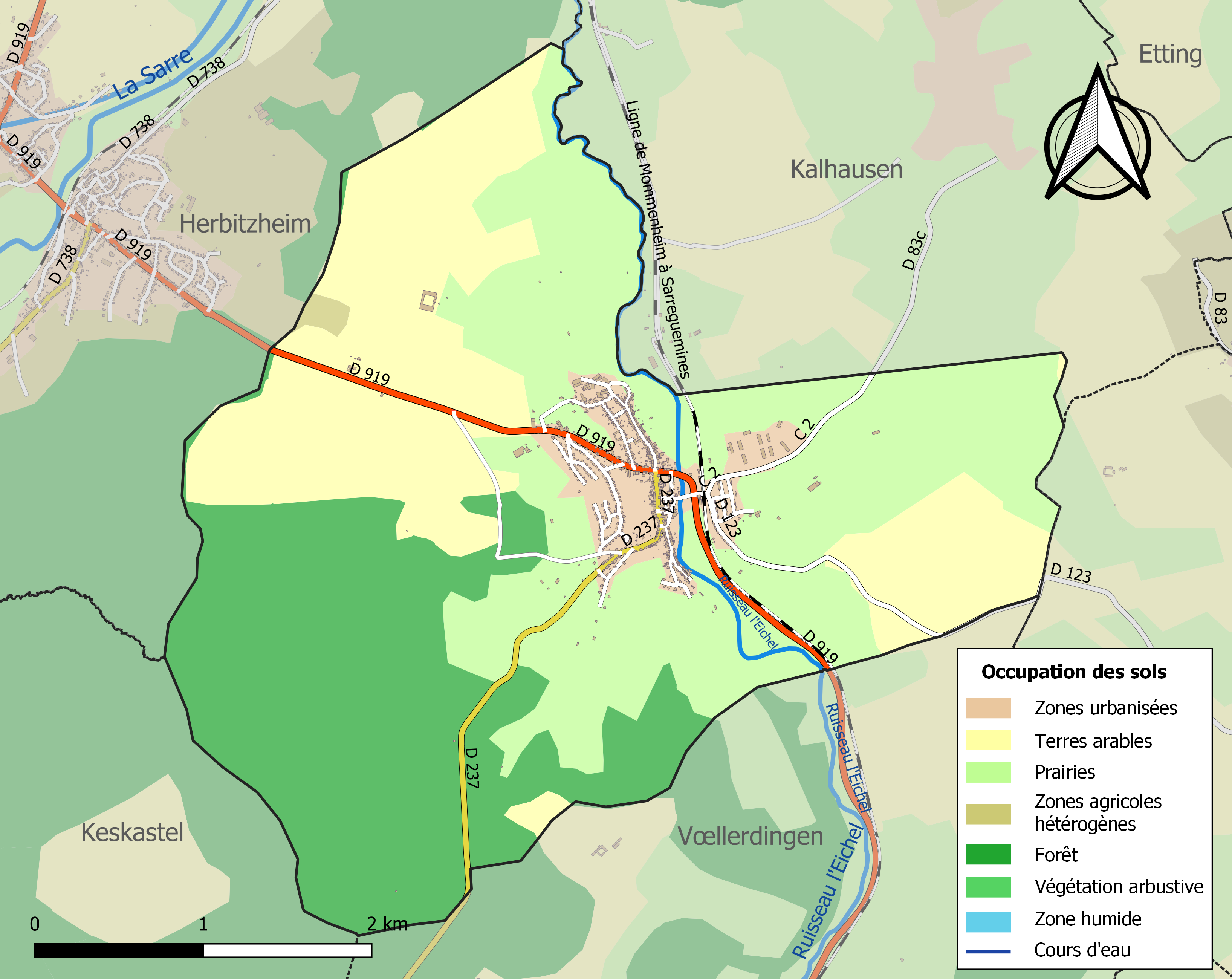
Carte des infrastructures et de l'occupation des sols de la commune en 2018 (CLC).

## Toponymie
- En francique rhénan : Ermínge[17]. En allemand standard : Örmingen.
- Le nom du village apparaît en 1130 sous le vocable d’Orchingen[18].
- Le surnom affectueux des habitants du village est « Gogummerblotzer » ou « Ziwwelkepp »[18].

## Histoire
Avant 1793, la commune appartenait au comté de Sarrewerden, devenant par la suite alsacienne.

### Rattachement à la France
Les demandes de rattachement à la France n'étaient pas toujours spontanées. De nombreux habitants étaient désorientés quant à leur avenir. Ils souhaitaient rester rattachés aux princes de Nassau, mais pouvoir jouir des libertés promises par la législation française. Le rapport du 29 mars 1793 signalait que les communes de Siltzheim, Oermingen, Butten, Ottwiller, Dehlingen, Eschwiller ne voulaient pas émettre le vœu de leur réunion à la République. En haut lieu, on décida alors de recouvrir à la force armée : un détachement de 115 volontaires pour punir ceux qui passaient pour d'audacieux contre-révolutionnaires. Ce sera le cas à Herbitzheim, Keskastel, Butten, Oermingen et Siltzheim.
Ce fut Nicolas François Blaux, maire de Sarreguemines, le véritable artisan du rattachement du comté de Saarwerden au Bas-Rhin. Le 23 novembre 1793, la Convention ratifia la décision d'ériger Neusaarwerden en district et d'incorporer au département bas-rhinois les six cantons nouvellement créés : Bouquenom, Neuf-Saarwerden, Harskirchen, Wolfskirchen, Drulingen et Diemeringen. L'organisation du district incomba au député Philippe Rühl. Le Bas-Rhin s'enrichit de 43 communes et 18 000 habitants.

## Politique et administration
Oermingen adhère à la communauté de communes de l'Alsace Bossue.
| Période                                  | Période                   | Identité                    | Étiquette | Qualité                                                     |
| ---------------------------------------- | ------------------------- | --------------------------- | --------- | ----------------------------------------------------------- |
| Les données manquantes sont à compléter. |                           |                             |           |                                                             |
| ?                                        | 1985 (décès)              | Étienne Haessig (1929-1985) |           |                                                             |
| août 1985                                | mars 2001                 | Edmond Lang (1946-2024)     |           | Contrôleur des impôts, ancien premier adjoint               |
| mars 2001                                | En cours (au 31 mai 2020) | Simon Schmidt,              | DVD       | Cadre en entreprise publique Réélu pour le mandat 2020-2026 |

## Population et société

### Démographie
L'évolution du nombre d'habitants est connue à travers les recensements de la population effectués dans la commune depuis 1793. Pour les communes de moins de 10 000 habitants, une enquête de recensement portant sur toute la population est réalisée tous les cinq ans, les populations de référence des années intermédiaires étant quant à elles estimées par interpolation ou extrapolation. Pour la commune, le premier recensement exhaustif entrant dans le cadre du nouveau dispositif a été réalisé en 2005.

En 2022, la commune comptait 1 098 habitants, en évolution de −12,3 % par rapport à 2016 (Bas-Rhin : +3,17 %, France hors Mayotte : +2,11 %).
| 1793 | 1800 | 1806 | 1821 | 1831  | 1836  | 1841  | 1846  | 1851  |
| ---- | ---- | ---- | ---- | ----- | ----- | ----- | ----- | ----- |
| 602  | 682  | 775  | 956  | 1 089 | 1 134 | 1 147 | 1 172 | 1 079 |

| 1856  | 1861  | 1866  | 1871  | 1875  | 1880  | 1885  | 1890  | 1895  |
| ----- | ----- | ----- | ----- | ----- | ----- | ----- | ----- | ----- |
| 1 025 | 1 021 | 1 029 | 1 045 | 1 081 | 1 108 | 1 081 | 1 048 | 1 058 |

| 1900  | 1905  | 1910  | 1921  | 1926  | 1931 | 1936  | 1946  | 1954  |
| ----- | ----- | ----- | ----- | ----- | ---- | ----- | ----- | ----- |
| 1 051 | 1 047 | 1 094 | 1 113 | 1 020 | 991  | 1 037 | 1 031 | 1 504 |

| 1962  | 1968  | 1975  | 1982  | 1990  | 1999  | 2005  | 2006  | 2010  |
| ----- | ----- | ----- | ----- | ----- | ----- | ----- | ----- | ----- |
| 1 561 | 1 526 | 1 393 | 1 411 | 1 315 | 1 256 | 1 220 | 1 228 | 1 231 |

| 2015  | 2020  | 2022  | - | - | - | - | - | - |
| ----- | ----- | ----- | - | - | - | - | - | - |
| 1 252 | 1 125 | 1 098 | - | - | - | - | - | - |

### Enseignement
- École primaire
- École maternelle

#### Ancien établissement d'enseignement
- Lycée professionnel privé Sainte-Thérèse (fermé depuis 2019)[26].

### Manifestations culturelles et festivités
- Fête de l'oignon (ou Ziewelfescht en alsacien) : tous les 1ers week-ends d'août.
- Printemps de la musique.

## Culture locale et patrimoine

### Lieux et monuments
- Hôtel de ville de style Renaissance, construit en 1610 et partiellement inscrit au titre des monuments historiques[27].
- Temple protestant « Stengel » du XVIIIe siècle.
- Église catholique Saint-Rémi du XIXe siècle.
- Gare d'Oermingen.
- Centre de détention d'Oermingen, ancienne caserne construite en 1938 sur la ligne Maginot devenue prison en 1945[28].

### Personnalités liées à la commune
- Abbé Antoine Gapp (1766-1833), fondateur de la congrégation des Sœurs de la Providence de Saint André de Peltre.

### Héraldique
| Blason de Oermingen | Blason  | Parti : au premier d'azur semé de billettes d'or au lion couronné du même, au second d'argent aux deux bars adossés de gueules, accompagnés de quatre croisettes du même. |
| Blason de Oermingen | Détails | |